# Exitianus transversalis
Exitianus transversalis är en insektsart som beskrevs av Matsumura 1908. Exitianus transversalis ingår i släktet Exitianus och familjen dvärgstritar. Inga underarter finns listade i Catalogue of Life.